# Station Quaregnon
Station Quaregnon is een spoorwegstation langs spoorlijn 97 (Bergen - Quiévrain) in de gemeente Quaregnon.
Sinds 28 juni 2013 zijn de loketten van dit station gesloten en is het een stopplaats geworden. Voor de aankoop van allerlei vervoerbewijzen kan men bij voorkeur terecht aan de biljettenautomaat die ter beschikking staat, of via andere verkoopskanalen.

## Treindienst
| Serie       | Treinsoort          | Route | Bijzonderheden                                            |
| ----------- | ------------------- | --- | --------------------------------------------------------- |
| IC 14       | Intercity (NMBS)    | Quiévrain – Quaregnon – Bergen – Brussel-Zuid – Leuven – Luik-Guillemins                                  | Rijdt alleen op werkdagen.                                |
| IC 25       | Intercity (NMBS)    | Moeskroen – Doornik – Quaregnon – Bergen – Charleroi-Centraal – Namen – Luik-Guillemins – Herstal – Liers | Rijdt in het weekend tussen Moeskroen en Liers.           |
| L 4650      | L-trein (NMBS)      | Quévy – Bergen – Quaregnon – [ Doornik – Moeskroen ] / [ Quiévrain ]                                      | Rijdt in het weekend tussen Bergen en Quiévrain.          |
| P 7580/8580 | Piekuurtrein (NMBS) | Aat – Bergen – Quaregnon – Doornik                                                                        | Rijdt alleen op werkdagen. Een trein verder naar Doornik. |
| P 7800/8800 | Piekuurtrein (NMBS) | Quiévrain – Quaregnon – Bergen – Brussel-Zuid – Schaarbeek                                                | Rijdt alleen op werkdagen.                                |

## Reizigerstellingen
De grafiek en tabel geven het gemiddeld aantal instappende reizigers weer op een week-, zater- en zondag.
| Tabel: aantal instappende reizigers station Quaregnon | Tabel: aantal instappende reizigers station Quaregnon | Tabel: aantal instappende reizigers station Quaregnon | Tabel: aantal instappende reizigers station Quaregnon |
|                                                       | Weekdag                                               | Zaterdag                                              | Zondag                                                |
| ----------------------------------------------------- | ----------------------------------------------------- | ----------------------------------------------------- | ----------------------------------------------------- |
| 1977                                                  | 847                                                   | 185                                                   | 248                                                   |
| 1978                                                  | 919                                                   | 200                                                   | 220                                                   |
| 1979                                                  | 694                                                   | 205                                                   | 170                                                   |
| 1980                                                  | 707                                                   | 172                                                   | 229                                                   |
| 1981                                                  | 569                                                   | 135                                                   | 168                                                   |
| 1982                                                  | 540                                                   | 148                                                   | 162                                                   |
| 1983                                                  | 555                                                   | 153                                                   | 144                                                   |
| 1984                                                  | 524                                                   | 111                                                   | 90                                                    |
| 1985                                                  | 695                                                   | 152                                                   | 117                                                   |
| 1986                                                  | 584                                                   | 183                                                   | 169                                                   |
| 1987                                                  | 541                                                   | 196                                                   | 192                                                   |
| 1988                                                  | 735                                                   | 250                                                   | 273                                                   |
| 1989                                                  | 746                                                   | 242                                                   | 291                                                   |
| 1990                                                  | 728                                                   | 180                                                   | 114                                                   |
| 1991                                                  | 730                                                   | 155                                                   | 157                                                   |
| 1992                                                  | 711                                                   | 183                                                   | 181                                                   |
| 1993                                                  | 754                                                   | 223                                                   | 125                                                   |
| 1994                                                  | 751                                                   | 185                                                   | 119                                                   |
| 1995                                                  | 685                                                   | 192                                                   | 163                                                   |
| 1996                                                  | 542                                                   | 180                                                   | 126                                                   |
| 1997                                                  | 496                                                   | 134                                                   | 125                                                   |
| 1998                                                  | 546                                                   | 138                                                   | 130                                                   |
| 1999                                                  | 494                                                   | 164                                                   | 130                                                   |
| 2000                                                  | 490                                                   | 182                                                   | 124                                                   |
| 2001                                                  | 458                                                   | 202                                                   | 117                                                   |
| 2002                                                  | 508                                                   | 152                                                   | 120                                                   |
| 2003                                                  | 455                                                   | 170                                                   | 110                                                   |
| 2004                                                  | 415                                                   | 142                                                   | 154                                                   |
| 2005                                                  | 514                                                   | 166                                                   | 155                                                   |
| 2006                                                  | 556                                                   | 144                                                   | 142                                                   |
| 2007                                                  | 529                                                   | 204                                                   | 156                                                   |
| 2008                                                  | -                                                     | -                                                     | -                                                     |
| 2009                                                  | 602                                                   | 198                                                   | 192                                                   |
| 2010                                                  | -                                                     | -                                                     | -                                                     |
| 2011                                                  | -                                                     | -                                                     | -                                                     |
| 2012                                                  | 599                                                   | 227                                                   | 264                                                   |
| 2013                                                  | 644                                                   | 257                                                   | 180                                                   |
| 2014                                                  | 617                                                   | 265                                                   | 256                                                   |
| 2015                                                  | 526                                                   | 153                                                   | 156                                                   |
| 2016                                                  | 535                                                   | 155                                                   | 148                                                   |
| 2017                                                  | 563                                                   | 176                                                   | 141                                                   |
| 2018                                                  | 494                                                   | 170                                                   | 147                                                   |
| 2019                                                  | 533                                                   | 211                                                   | 144                                                   |
| 2020                                                  | 375                                                   | 161                                                   | 126                                                   |
| 2021                                                  | -                                                     | -                                                     | -                                                     |
| 2022                                                  | 517                                                   | 287                                                   | 166                                                   |
| 2023                                                  | 400                                                   | 209                                                   | 190                                                   |
| 2024                                                  | 385                                                   | 213                                                   | 177                                                   |

0,0: Bergen ·
4,7: Jemappes ·
6,9: Quaregnon ·
9,5: Saint-Ghislain ·
10,9: Boussu ·
13,2: Hainin ·
14,8: Thulin ·
19,5: Quiévrain